# Мануйлов, Юрий Евгеньевич
Юрий Евгеньевич Мануйлов (Пустой шаблон {{ВД-Преамбула}} ) — советский, позднее российский велогонщик.

## Карьера
Воспитанник краснодарской школы велоспорта.
Бронзовый призёр чемпионата мира 1989.
С 1991 года — профессионал. Выступал в командах:
- 1991—1993 — Festina-Lotus
- 1994 — Rotator Company-Alex
- 1995 — Sputnik-SOI